# Ike (personaggio)
Ike (アイク?) è il personaggio principale del videogioco Fire Emblem: Path of Radiance per Nintendo GameCube, nonché uno dei personaggi principali di Fire Emblem: Radiant Dawn per Wii, rispettivamente nono e decimo capitolo della popolare serie di videogiochi Fire Emblem, ideata e sviluppata da Intelligent Systems e Nintendo.

## Apparizioni
Ike è il protagonista di Fire Emblem: Path of Radiance, la cui trama è incentrata sui suoi sforzi per respingere un'invasione. È anche uno dei due protagonisti di Fire Emblem: Radiant Dawn. È anche presente come personaggio bonus in Fire Emblem: Fates e Code Name: S.T.E.A.M.. È anche un personaggio giocabile in Fire Emblem Heroes, essendo disponibile in cinque varianti basate sulle sue apparizioni in Path of Radiance e Radiant Dawn. Oltre alla serie Fire Emblem, Ike è stato incluso anche in una serie di altri giochi Nintendo, tra cui la serie Super Smash Bros..